# Мур, Рондейл
Рондейл Дашон Мур (англ. Rondale DaSean Moore; 9 июня 2000, Нью-Олбани, Индиана) — профессиональный американский футболист, уайд ресивер клуба НФЛ «Аризона Кардиналс». На студенческом уровне выступал за команду университета Пердью. Обладатель награды Пола Хорнанга самому универсальному игроку NCAA в 2018 году. На драфте НФЛ 2021 года был выбран во втором раунде.

## Биография
Рондейл Мур родился 9 июня 2000 года в городе Нью-Олбани в Индиане. Учился в старшей школе Нью-Олбани, поддерживал дружеские отношения со своим партнёром по школьной команде Ромео Лэнгфордом. Затем перевёлся в старшую школу Тринити в Луисвилле. Дважды в составе «Тринити Шемрокс» выигрывал чемпионат штата, установил несколько рекордов школы. В 2017 году был признан лучшим игроком Кентукки.

### Любительская карьера
В 2018 году Мур поступил в университет Пердью. В дебютном сезоне он стал одним из основных принимающих команды, сыграл в тринадцати матчах, набрав 1258 ярдов с 12 тачдаунами. Помимо этого он набрал 213 ярдов на выносе и более 700 ярдов на возвратах пантов и начальных ударов. Мур установил новые рекорды университета по общему числу заработанных за сезон и за матч ярдов, стал третьим ресивером в истории конференции Big Ten, сделавшим более 100 приёмов за один сезон. По итогам года он был признан лучшим принимающим и лучшим новичком конференции, получил награду Пола Хорнанга самому универсальному игроку NCAA.
В сезоне 2019 года он сыграл только четыре матча, набрав 387 ярдов на приёме и 151 ярд на возврате. Остальные игры турнира Мур пропустил из-за травмы подколенного сухожилия. В августе 2020 года он сообщил, что не будет выступать за команду в следующем сезоне из-за пандемии COVID-19, сосредоточившись на подготовке к драфту НФЛ. Своё решение он изменил в конце сентября, когда руководство конференции Big Ten объявило о проведении сезона в сокращённом формате с усиленными требованиями к безопасности. В турнире 2020 года Мур провёл три игры, набрав на приёме 270 ярдов.

#### Статистика выступлений в NCAA
| Сезон | Команда              | Игры | Приём | Приём | Приём | Приём | Вынос | Вынос | Вынос | Вынос |
| Сезон | Команда              | Игры | Rec   | Yds   | Y/A   | TD    | Att   | Yds   | Y/A   | TD    |
| ----- | -------------------- | ---- | ----- | ----- | ----- | ----- | ----- | ----- | ----- | ----- |
| 2018  | Пердью Бойлермейкерс | 13   | 114   | 1258  | 11,0  | 12    | 21    | 213   | 10,1  | 2     |
| 2019  | Пердью Бойлермейкерс | 4    | 29    | 387   | 13,3  | 2     | 3     | 3     | 1,0   | 0     |
| 2020  | Пердью Бойлермейкерс | 3    | 35    | 270   | 7,7   | 0     | 6     | 32    | 5,3   | 1     |
| Всего | Всего                | 20   | 178   | 1915  | 10,8  | 14    | 30    | 248   | 8,3   | 3     |

### Профессиональная карьера
Перед драфтом НФЛ 2021 года аналитик сайта Bleacher Report Нейт Тайс сравнивал Мура с Голденом Тейтом и прогнозировал ему выбор во втором раунде. Среди плюсов игрока он отмечал его взрывной старт и хорошее ускорение, умение уходить от захватов даже на ограниченном пространстве, способность сохранять равновесие при контакте, умение действовать в различных схемах нападения, опыт игры на возвратах. К недостаткам Тайс относил небольшой рост Мура, историю травм, ограниченный набор маршрутов, небольшой радиус ловли и склонность к потере концентрации.
На драфте Мур был выбран «Аризоной» во втором раунде. В июне он подписал с клубом четырёхлетний контракт на общую сумму свыше 6,9 млн долларов. Во время предсезонных сборов тренерский штаб команды использовал его как цель на скрин-комбинациях и слэнт-маршрутах, стремясь обеспечить Муру больше свободного пространства. В первых двух матчах регулярного чемпионата он набрал на приёме 182 ярда, подтвердив, что может быть опасным и в глубине поля. В дальнейшем его роль в нападении стала менее заметной, но он занял 16 место в лиге по среднему количеству ярдов, набираемых после ловли мяча, и стал первым по доле принятых передач с показателем 84 %. Одной из причин в целом невысокой результативности игры стало то, что значительную часть пасов Мур принимал позади линии розыгрыша. Заключительные три недели чемпионата он пропустил из-за травмы голеностопа.

#### Статистика выступлений в НФЛ

##### Регулярный чемпионат
| Сезон | Команда           | Игры | Приём | Приём | Приём | Приём | Вынос | Вынос | Вынос | Вынос |
| Сезон | Команда           | Игры | Rec   | Yds   | Y/A   | TD    | Att   | Yds   | Y/A   | TD    |
| ----- | ----------------- | ---- | ----- | ----- | ----- | ----- | ----- | ----- | ----- | ----- |
| 2021  | Аризона Кардиналс | 14   | 54    | 435   | 8,1   | 1     | 18    | 76    | 4,2   | 0     |
| Всего | Всего             | 14   | 54    | 435   | 8,1   | 1     | 18    | 76    | 4,2   | 0     |

##### Плей-офф
| Сезон | Команда           | Игры | Приём | Приём | Приём | Приём | Вынос | Вынос | Вынос | Вынос |
| Сезон | Команда           | Игры | Rec   | Yds   | Y/A   | TD    | Att   | Yds   | Y/A   | TD    |
| ----- | ----------------- | ---- | ----- | ----- | ----- | ----- | ----- | ----- | ----- | ----- |
| 2021  | Аризона Кардиналс | 1    | 5     | 32    | 6,4   | 0     | 0     | 0     | 0,0   | 0     |
| Всего | Всего             | 1    | 5     | 32    | 6,4   | 0     | 0     | 0     | 0,0   | 0     |